# 대한민국 제7대 국회 후반기 의장단 선거
제7대 국회 후반기 의장 선거는 1969년 7월 9일 실시되었으며, 부의장 선거는 1969년 7월 9일과 1970년 9월 7일 나누어 실시되었다.
선거 결과 재선의 이효상 민주공화당 의원이 국회의장에, 재선의 장경순 민주공화당 의원과 5선의 정성태 신민당 의원이 국회부의장에 선출되었다.
1969년 7월 9일 당시 정당별 의석 분포는 전체 175석 중 민주공화당 109석, 신민당 46석, 정우회 14석, 무소속 6석 등이었다. 1970년 9월 7일 당시 정당별 의석 분포는 전체 170석 중 민주공화당 112석, 신민당 41석, 정우회 10석, 무소속 7석 등이었다. 이같이 민주공화당은 전체 의석의 과반을 점하고 있었으나, 다수의 소속 의원들이 당이 지명한 후보를 반대해 백지 투표를 하는 바람에 이효상 의장이 1차 투표에서 과반 득표에 실패하고, 2차 투표에서야 턱걸이로 당선되는 결과를 보게 되었다. 이같이 국회의장 선거에서 1차 투표만에 당선자가 결정되지 못하고 2차 투표가 치러지게 된 것은 역사상 4번째로 있는 일이었다.
신민당은 이효상 의장과 장경순 부의장이 국회를 난맥으로 운영하였다며 민주공화당이 둘 중 한 명을 교체할 것을 요구했으나, 민주공화당이 이를 거부하자 이에 항의하는 표시로 1969년 7월 9일 국회의장 선거가 끝난 직후 치러진 여당 몫 국회부의장 선거에 불참하였다.

## 선거 제도
국회의 의장 및 부의장은 국회의원들의 무기명 투표로 선출하되 만약 1차 투표 결과 재적 의원의 과반을 득표한 자가 없으면 2차 투표를 실시하고, 2차 투표에서도 과반 득표자가 나오지 않을 시 최고득표자와 차점자에 대하여 3차 결선 투표를 실시하되 이 경우 단순 다수 득표자를 당선자로 하도록 되어있었다.

## 후보

### 국회의장 후보

#### 민주공화당
지난 세 번의 국회의장 선거에서 모두 이효상 의장을 지명한 민주공화당은 이번에도 이효상 의장을 국회의장 후보로 지명할 것이 확실시되고 있었으나, 이효상 의장이 추경예산안 본회의 처리를 거부하는 등 당의 원내지도부의 뜻에 반하는 행동을 하며 당내에서 적격성 논란을 사게 되었다. 이같은 당내 반발에도 불구하고 박정희 민주공화당 총재는 1969년 7월 8일 당 원내총무단에 이효상 의장을 유임시킬 것을 지시하였다.

### 국회부의장 후보

#### 민주공화당
지난 세 번의 국회부의장 선거에서 모두 장경순 부의장을 지명한 민주공화당은 이번에도 장경순 부의장을 국회부의장 후보로 지명할 것이 확실시되고 있었으나, 장경순 부의장이 6월 23일 불법적으로 대정부질의를 종결시키고 본회의 휴회를 선언하며 논란을 일으키자 당내에서 적격성 논란을 사게 되었다. 이같은 당내 반발에도 불구하고 박정희 민주공화당 총재는 1969년 7월 8일 당 원내총무단에 장경순 부의장 유임을 지시하였다.

#### 신민당
신민당의 국회부의장 후보로는 정일형 전 외무부장관, 윤제술 전 국회부의장, 정성태 의원, 서범석 의원 등 4명이 경합을 벌이고 있었다. 그 중 비당권파의 원로급 인사인 정일형 전 장관은 당내 계파 갈등을 조장하지 않기 위해 후보직을 고사한다고 밝혀 나머지 세 의원 중 한 사람이 최종 지명될 것으로 보여졌다. 윤제술 전 부의장은 바로 직전 국회부의장을 지냈지만 임기의 반은 신민당이 국회를 보이콧해 사실상 부의장직을 수행하지 못한 것이나 다름 없다는 점을, 서범석 의원은 본인이 그 어떤 당직도 맡고 있지 않은 점을 내세우며 동정론에 호소하는 모습이었다. 그런가 하면 정성태 의원은 전북 출신의 유진산 당 총재가 진산계의 세가 상대적으로 약한 전남에 영향력을 키우기 위해서라도 전남 출신 진산계 중진인 정성태 의원을 지명할 것이라는 기대를 품고 있었다. 결국 유진산 총재는 1970년 9월 5일 정성태 의원을 국회부의장 후보로 결정하였다.

## 선거 결과

### 국회의장 선거
경상북도 대구시 남구 지역구의 이효상 민주공화당 의원이 당선되었다.
| 후보   | 소속       | 1차 투표 | 1차 투표 | 2차 투표 | 2차 투표 | 비고 |
| 후보   | 소속       | 득표     | %        | 득표     | %        | 비고 |
| ------ | ---------- | -------- | -------- | -------- | -------- | ---- |
| 이효상 | 민주공화당 | 80       | 45.7     | 92       | 52.6     | 당선 |
| 윤치영 | 민주공화당 | 2        | 1.1      | 4        | 2.3      |      |
| 김성곤 | 민주공화당 | 2        | 1.1      | 1        | 0.6      |      |
| 장경순 | 민주공화당 | 2        | 1.1      | 0        | -        |      |
| 김진만 | 민주공화당 | 1        | 0.6      | 0        | -        |      |
| 정구영 | 민주공화당 | 1        | 0.6      | 0        | -        |      |
| 서민호 | 정우회     | 1        | 0.6      | 0        | -        |      |
| 백두진 | 민주공화당 | 1        | 0.6      | 0        | -        |      |
| 기권   | 기권       | 63       | 36.0     | 55       | 31.4     |      |
| 무효   | 무효       | 10       | 5.7      | 13       | 7.4      |      |
| 결석   | 결석       | 12       | 6.9      | 10       | 5.7      |      |
| 재적   | 재적       | 175      | 100      | 175      | 100      |      |

### 민주공화당 몫 국회부의장 선거
전라북도 김제군 지역구의 장경순 민주공화당 의원이 당선되었다.
| 후보   | 소속       | 득표 | %    | 비고 |
| ------ | ---------- | ---- | ---- | ---- |
| 장경순 | 민주공화당 | 104  | 59.4 | 당선 |
| 유진오 | 신민당     | 1    | 0.6  |      |
| 기권   | 기권       | 16   | 9.1  |      |
| 결석   | 결석       | 54   | 30.9 |      |
| 재적   | 재적       | 175  | 100  |      |

### 신민당 몫 국회부의장 선거
전라남도 광주시 갑 지역구의 정성태 신민당 의원이 당선되었다.
| 후보   | 소속   | 득표 | %    | 비고 |
| ------ | ------ | ---- | ---- | ---- |
| 정성태 | 신민당 | 116  | 68.2 | 당선 |
| 윤제술 | 신민당 | 2    | 1.2  |      |
| 서범석 | 신민당 | 1    | 0.6  |      |
| 유진산 | 신민당 | 1    | 0.6  |      |
| 무효   | 무효   | 1    | 0.6  |      |
| 결석   | 결석   | 49   | 28.8 |      |
| 재적   | 재적   | 170  | 100  |      |